# Trigonophasmus partitus
Trigonophasmus partitus är en stekelart som först beskrevs av Szepligeti 1904.  Trigonophasmus partitus ingår i släktet Trigonophasmus och familjen bracksteklar. Inga underarter finns listade i Catalogue of Life.